# Beyond the Rainbow
Pour plus de détails, voir Fiche technique et Distribution.
Beyond the Rainbow est un film dramatique américain de 1922  réalisé par Christy Cabanne mettant en vedette Billie Dove, Harry T. Morey et Clara Bow dans ses débuts au cinéma. Une copie 16 mm du film se trouve dans la collection des archives cinématographiques et télévisuelles de l'UCLA.

## Synopsis
Marion Taylor est une sténographe employée par le courtier de Wall Street Edward Mallory. Elle soutient son jeune frère invalide, qui a été envoyé dans les Adirondacks par le médecin de famille. Pour obtenir de l'argent pour cela, elle assiste à une réception en tant qu'escorte d'un jeune homme du monde, pour laquelle elle reçoit 100 $. Edward est irrité car elle a rejeté ses avances et menace de l'exposer quand il verra Marion à la fête. Chaque invité à la réception reçoit une note mystérieuse. Immédiatement, les invités sont affolés car chacun a quelque chose à cacher. Les notes, cependant, ont été inspirées par Virginia Gardener, qui avait été exclue de la fête organisée par sa mère et a distribué les notes comme une blague pour se venger.  Un homme est abattu pendant l'excitation et le major Bruce Forbes, qui a ramassé l'arme, est initialement accusé de meurtre. Cependant, le vrai tireur avoue bientôt. Marion se rend dans les Adirondacks pour voir son frère, et trouve le bonheur dans les bras de Bruce, qui est tombé amoureux d'elle au bal.

## Fiche technique
- Réalisateur : Christy Cabanne
- Scénario : Christy Cabanne, Loila Brooks, Eustace Hale Ball d'après The Price of Feathers de Solita Solano
- Photographie : Philip Armand, William H. Tuers
- Distributeur : Robertson-Cole Pictures Corporation
- Durée : 65 minutes
- Date de sortie : 19 février 1922

## Distribution
- Harry T. Morey : Edward Mallory

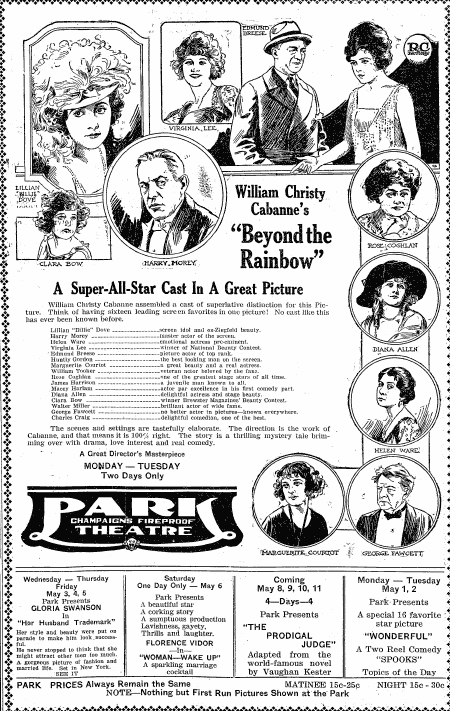
Beyond the rainbow

- Billie Dove : Marion Taylor (credited as Lillian 'Billie' Dove)
- Virginia Lee : Henrietta Greeley
- Diana Allen : Frances Gardener
- James Harrison : Louis Wade
- Macey Harlam : Count Julien deBrisac
- Rose Coghlan : Mrs. Burns
- William H. Tooker : Dr. Ramsey
- George Fawcett : Nathanial Gardener
- Helen Ware : Mrs. Nathanial Gardener
- Marguerite Courtot : Esther Dowling
- Edmund Breese : Insp. Richardson
- Walter Miller  : Robert Judson
- Charles Craig : Col. Henry Gartwright
- Clara Bow : Virginia Gardener
- Huntley Gordon : Major Bruce Forbes